# Thor
Низка кораблів і суден різних країн отримала назву Thor на честь скандинавського бога грому Тора:

## Норвегія
- HNoMS Thor —  Три кораблі Королівського флоту Норвегії.

## Швеція
- Thor (1898) - броненосець берегової оборони типу «Оден», списаний 1937 та утилізований 1943 року.

## Німеччина
- Thor (1938) - допоміжний крейсер Крігсмаріне, торговий рейдер, знищений пожежею у 1942 році у Йокогамі.
- Thor (самопідіймальне судно)- побудоване 2010 у Гданську (Польща) для спорудження вітрових електростанцій